# Rat (1960.)
Rat, hrvatski dugometražni film iz 1960. godine.